# Дублинская соборная мечеть
Дублинская соборная мечеть — мечеть в Дублине, Ирландия, действующая с 1976 года. В здании мечети располагается также Исламский центр в Ирландии.

## История
В начале 1970-х, когда не было никакой мечети в Дублине, мусульманские студенты начали связываться со своими родственниками, Исламскими организациями в Великобритании и некоторыми мусульманскими странами с целью организовать фонд, чтобы установить мечеть в Дублине. В 1974 в частном доме была куплена площадь под мечеть, и в 1976 первая мечеть и Исламский центр были открыты. Таким образом, Дублинская соборная мечеть стала первой мечетью на территории Ирландии. Спустя несколько лет после её появления, мечеть стала слишком маленькой, чтобы принять увеличивающиеся число верующих. В 1983 здание, которое занимала пресвитерианская церковь, было куплено и преобразовано в мечеть.